# Österreichische Hagelversicherung
Die Österreichische Hagelversicherung wurde 1947 von der Österreichischen Versicherungswirtschaft als Versicherungsverein auf Gegenseitigkeit mit dem Auftrag gegründet, den landwirtschaftlichen Betrieben  Versicherungsschutz gegen Wetterextremereignisse anzubieten. Versicherungsnehmer sind Landwirte, Gärtner, Winzer und Pferdehalter.
Die Österreichische Hagelversicherung hat eine versicherte Fläche von 4,2 Mio. ha. Für das Unternehmen sind 400 Sachverständige und 5000 Außendienstmitarbeiter tätig. Der Vertrieb der Produkte der Österreichischen Hagelversicherung erfolgt über ihre Berater und Sachverständigen, die Außendienstmitarbeiter von Partnerversicherungen und durch Makler. Das Unternehmen ist in Österreich, Tschechien, der Slowakei, Slowenien, Ungarn, Rumänien und Bulgarien tätig. Als agrarischer Spezialversicherer bietet sie nach eigenen Angaben die umfassendste Produktpalette und modernste Schadenserhebung Europas.

## Versicherbare Risiken
| Ackerbau | Grünland und Tiere | Obstbau                                       | Weinbau                                         | Gartenbau                                                                                  |
| --- | --- | --------------------------------------------- | ----------------------------------------------- | ------------------------------------------------------------------------------------------ |
| - Hagel - Frost - Dürre - Auswuchs - Sturm - Schneedruck - Verwehung - Überschwemmung - Verschlämmung - Fraßschäden | - Grünland: - Hagel - Dürre - Überschwemmung - Hagel/Sturm Folie - Rinder: - Tod durch Unfall, Krankheit, Nottötung - Totgeburt - Nichtverwertbarkeit von Schlachtkörpern - Tierseuchen - Pferde - Tod durch Unfall, Krankheit, Nottötung - Operations- und Behandlungskosten - Schweine - Tierseuchen - Infektionskrankheiten - Nottötung - Tod durch Unfall - Geflügel - Tierseuchen - Infektionskrankheiten - Salmonellosen - Schafe und Ziegen - Tierseuchen | - Hagel - Frost - Dürre - Sturm - Schneedruck | - Hagel - Frost - Sturm bei Netzanlagen - Dürre | - Hagel - Frost - Sturm - Schneedruck - Überschwemmung - Starkregen - Verderb - Quarantäne |

## Initiativen
Neben dem Kerngeschäft setzt sich das Unternehmen für den Klima- und Bodenschutz ein. Mit der Initiative „Stopp dem Bodenverbrauch“ soll das Bewusstsein dafür gestärkt werden, dass fruchtbare Böden Grundlage für die Lebensmittelversorgung sind.

## Podcast
Im März 2020 startete die Österreichische Hagelversicherung den ersten Nachhaltigkeitspodcast Österreichs. Inhalt des Podcasts sind Gespräche mit Experten, Entscheidungsträgern und Meinungsbildnern über relevante Themen wie Klimawandel, Bodenverbrauch, Regionalität oder aktuelle gesellschaftspolitische Themen rund um die Nachhaltigkeit.

## Digitalisierung
Die Österreichische Hagelversicherung bietet seit 2017 ihren Kunden einen Satellitenservice an. Dabei werden Aufwuchs und Vitalität der Pflanzen dargestellt. Die Bilder können Landwirte zum betrieblichen Risikomanagement nutzen. Die Sachverständigen der Österreichischen Hagelversicherung ziehen die Bilder zur Schadenserhebung heran.
In einem Agrarwetterservice wird Kunden ein Wetterprognose- und Wetteranalysetool angeboten, welches über das Kundenportal und über eine App abrufbar ist. Kunden werden dabei 48-Stunden- und 10-Tages-Prognosen auf einen Quadratkilometer geliefert. Aktuelle Warnungen vor Gewitter, Hagel, Sturm, Regen und Schnee werden per SMS verschickt.

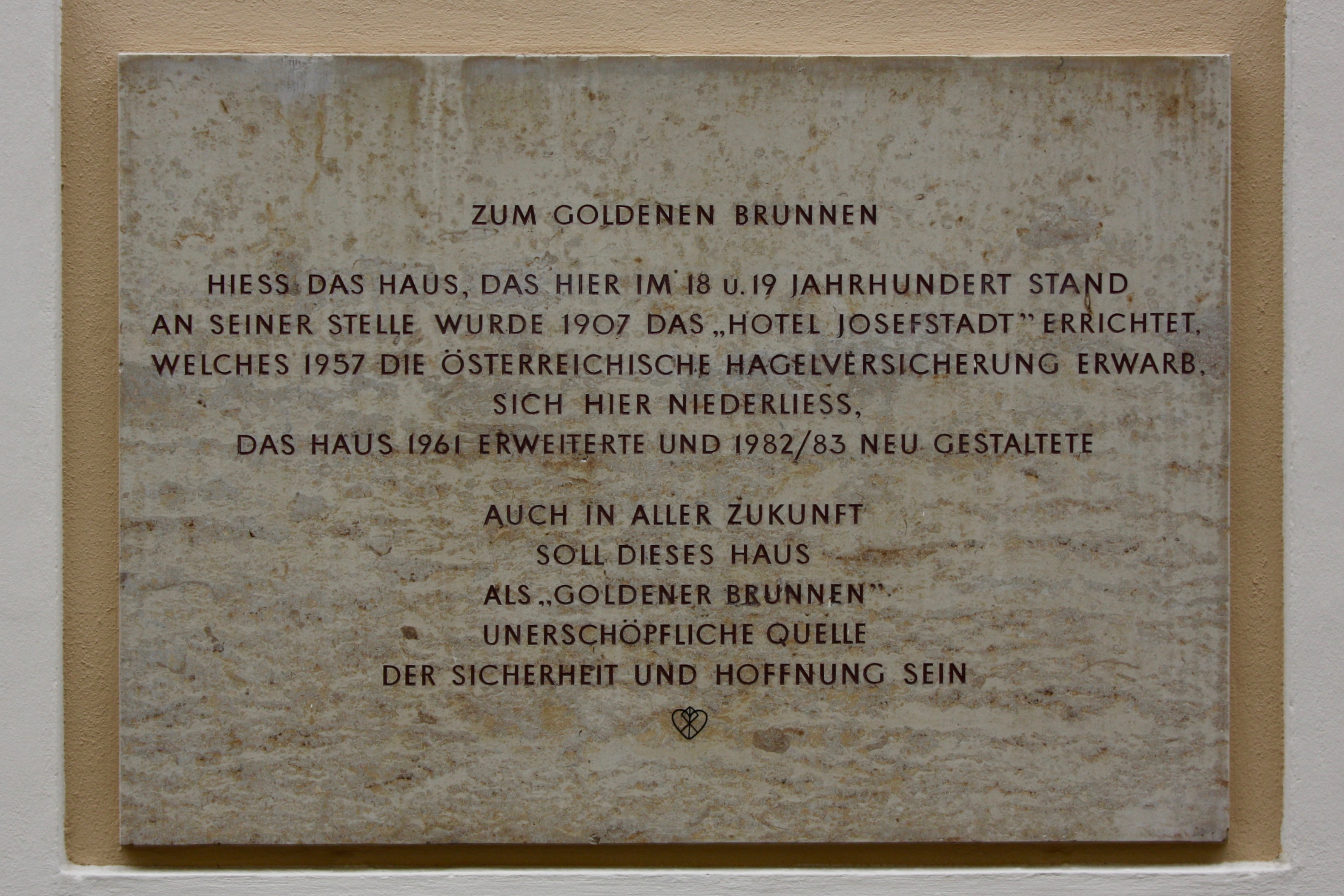
Tafel am Sitz der Österreichischen Hagelversicherung in der Lerchengasse in der Wiener Josefstadt

## Aufsichtsrat
Der Aufsichtsrat besteht aus acht Mitgliedern aus der Versicherungswirtschaft und acht Mitgliedern aus der Landwirtschaft. Der Präsident des Aufsichtsrates ist Ernst Karpfinger, Präsident des Österreichischen Rübenbauernbundes. Der Vizepräsident des Aufsichtsrates ist Othmar Ederer, Generaldirektor der Grazer Wechselseitige Versicherung AG.

## Netzwerk
Die Österreichische Hagelversicherung ist Mitglied des Verbandes der Versicherungsunternehmen Österreichs und der AIAG (Internationale Vereinigung der Versicherer der landwirtschaftlichen Produktion). Zuständige Aufsichtsbehörde ist die Finanzmarktaufsicht.